# Стратегічне командування Повітряних сил США
Стратегічне командування Повітряних сил США (англ. Strategic Air Command, SAC) — спеціальне командування Міністерства оборони США та одне з Головних командувань ПС США, що відповідало за командування та контроль двох із трьох компонентів стратегічних ядерних ударних сил, так званої «ядерної тріади» США, під час Холодної війни. SAC контролювало стратегічні бомбардувальники наземного базування та міжконтинентальні балістичні ракети або МБР (третя ланка тріади — балістичні ракети підводних човнів (БРПЧ) ВМС США).
SAC також керувало усіма стратегічними розвідувальними літаками, усіма стратегічними повітряними командними пунктами та всіма літаками-заправниками ВПС США, включно з резервом ПС і ПС Національної гвардії.
Водночас Стратегічне командування ПС не мала у своєму розпорядженні погодні літаки-розвідники типу KB-50, WB-50 і WB-47, якими в середині та наприкінці 1960-х років керувала Повітряна метеорологічна служба, а також не експлуатувала спеціальні літаки HC-130 або MC-130, здатні здійснювати дозаправлення в повітрі вертольотів, які підпорядковувалися Тактичному повітряному командуванню, а пізніше Командуванню авіаційних перевезень ПС, а з 1990 року літаки MC-130 експлуатувалися Командуванням спеціальних операцій ПС або Резервом ПС (сучасне Командування резерву).
Організаційно Стратегічне командування складалося з 2-ї, 8-ї та 15-ї повітряних армій. Штаб Командування включав управління операцій і планування, розвідки, командування та управління, технічного обслуговування, навчання, комунікації та персоналу.
У 1992 році, як частина загальної реорганізації ПС після Холодної війни, SAC було розформоване як спеціальне командування, а його персонал і обладнання перерозподілено між Бойовим (ACC), Транспортним (AMC), Тихоокеанським (PACAF), Європейським (USAFE) і Командування повітряної освіти та підготовки (AETC). Головний штаб на базі Оффутт, штат Небраска, був одночасно переданий новоствореному Стратегічному командуванню (USSTRATCOM), яке було створено як об'єднане бойове командування, замінивши Стратегічне командування ПС.
У 2009 році попередню роль перейняло на себе Командування глобальних ударів Повітряних сил США (AFGSC), яке стало відповідальним за керівництво та контроль над усіма бомбардувальниками та стратегічними міжконтинентальними балістичними ракетами США.